# Hanus við Høgadalsá
Hanus við Høgadalsá (8. marts 1913 på Kaldbak - 6. januar 1998 i Tórshavn) var en færøsk forretningsmand og politiker (T).

## Baggrund og karriere
Han var søn af Maria (født Bærentsen) og Jákup Andrias Vang, og blev døbt Hanus Vang. Han ønskede først at skifte navn til við Á (ved elven), men dette lod sig ikke gøre, og i 1945 fik han ændret sit efternavn til við Høgadalsá (ved Højdalselv). Hanus við Høgadalsá boede det meste af sit liv i Tórshavn, og giftede sig med Hanna Poulsen fra Kirkja.
Efter at have taget realeksamen, drog han i begyndelsen af 1930'erne til Køge på Sjælland for at gå i lære i postvæsenet. Han blev ansat ved posthuset i Tórshavn i 1934, og tig tilbage til København for at videreuddanne sig til postassistent i 1936. Ved besættelsen af Danmark blev han afskåret fra hjemlandet under Anden Verdenskrig, og kom først tilbage i august 1945. Tilbage på Færøerne begyndte han igen at arbejde på posthuset, men søgte videre over i det private erhvervsliv. Han blev først ansat hos Petur Michelsen, dernæst hos Samvirkelaget (Samvinnufelagið), og siden i Færøernes Eksportsamvirke (Føroya Útflutningssamtøka). Derefter fik han eget kontor hos Føroya Banki, hvorfra han drev rederivirksomhed. Han arbejdede i Huslånsstiftelsen (Húsalánsgrunnurin) frem til han på pension. Hanus við Høgadalsá besad desuden en række tillidshverv, deriblandt som bestyrelsesmedlem i Føroya Banki.

## Politisk arbejde
Han var med til at stifte det socialistiske, løsrivelsesparti Tjóðveldisflokkurin sammen med blandt andet Erlendur Patursson, Sigurð Joensen og Jákup í Jákupsstovu i 1948. I 1950'erne rapporede amerikanske myndigheder løbende den politiske situationen på Færøerne, og en udsending beskrev Erlendur Patursson, Jákup í Jákupsstovu og Hanus við Høgadalsá som den reelle ledelse i Tjóðveldisflokkurin, om ikke partiet alene.
Samme kilde beskrev Hanus við Høgadalsá som en sindig, dygtig og moderat politiker som nød tillid fra befolkningen.
Han var kommunalbestyrelsesmedlem i Tórshavn Kommune 1949–1960 og 1969–1972, borgmester i 1970 og viceborgmester i 1960 og 1972. Hanus við Høgadalsá var valgt til Lagtinget for Suðurstreymoy 1950–1974. Han sad desuden i Færøernes skolestyre (Føroya skúlastjórn) i 1950'erne, og var med i Lagtingets revisionsudvalg 1957–1962.

## Ekstern henvisninger
1. 1 2  http://www.logting.fo/files/casequest/50/101-03%20Foroyar%20i%20kalda%20krignum.pdf Arkiveret 3. maj 2015 hos  Wayback Machine Jákup Thorsteinsson: Føroyar í Kalda krígnum, 1999.